# Ingrid Hack

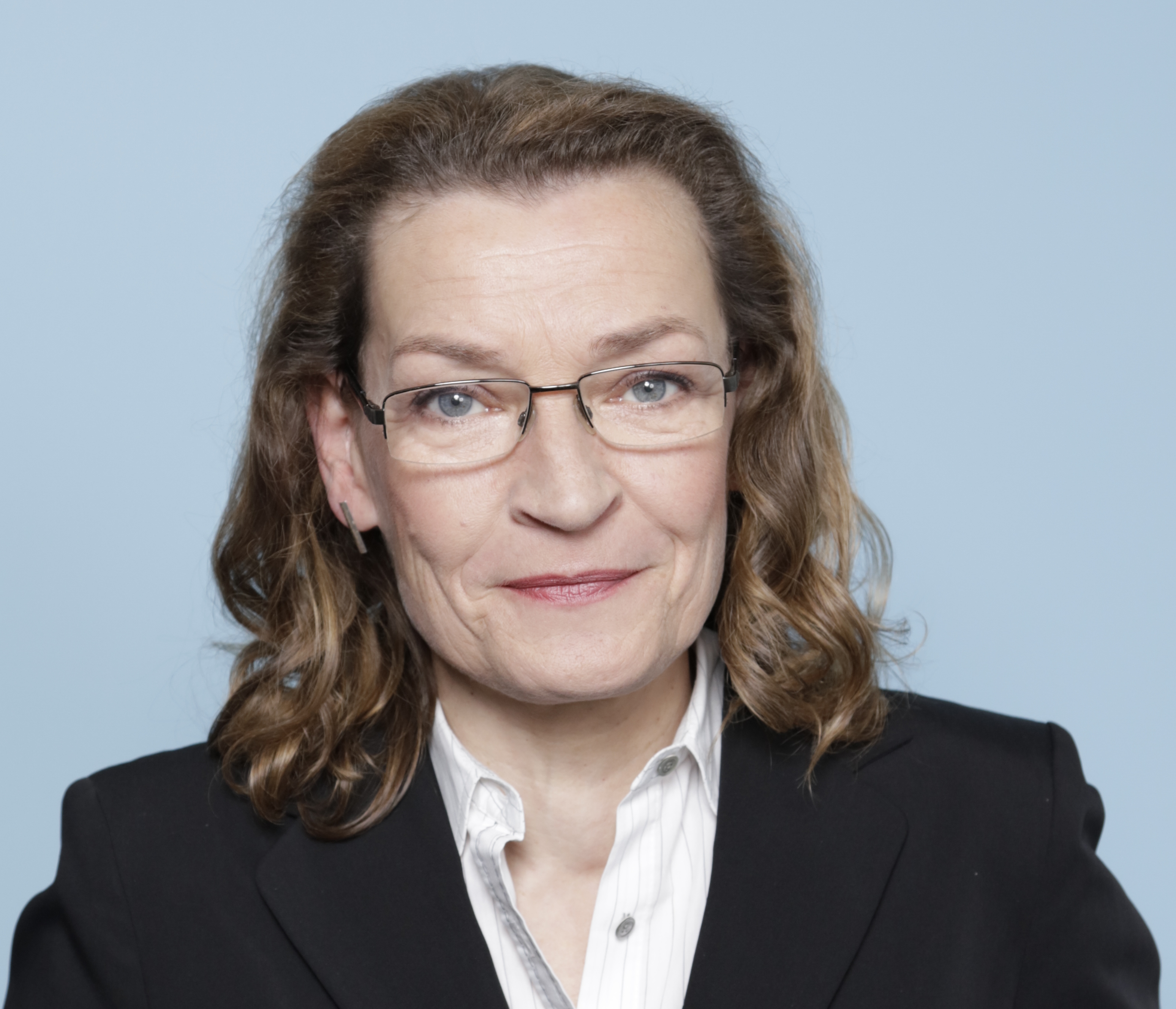
Ingrid Hack (2017)

Ingrid Hack (* 28. Juli 1964 in Köln) ist eine deutsche Politikerin (SPD). Sie war Abgeordnete des Landtags von Nordrhein-Westfalen.

## Leben & Politik
Hack machte 1983 ihr Abitur in Dormagen und studierte Germanistik, Geschichte und Politologie an der Universität zu Köln. 1992 beendete sie ihr Studium mit dem Magisterabschluss. Ab 1986 arbeitete sie als Verlagsangestellte und nach einer berufsbegleitenden Ausbildung zur Marketing-Fachwirtin im Bereich Öffentlichkeitsarbeit und Fundraising in der Jugendhilfe. Von 2002 bis 2003 war sie Mitarbeiterin der Bundestagsabgeordneten Lale Akgün. Anschließend arbeitete sie als Geschäftsführerin der KölnSPD (2003–2005) sowie der SPD Krefeld und der SPD im Rhein-Kreis-Neuss (2010–2012). Ingrid Hack war von 2005 bis 2010 und von 2012 bis 2017 direkt gewählte Abgeordnete des Landtags Nordrhein-Westfalen für den Wahlkreis Köln I. Von 2015 bis 2017 war sie Vorsitzende der Enquetekommission „Zukunft der Familienpolitik in Nordrhein-Westfalen“, in beiden Wahlperioden war sie stellvertretende Sprecherin der SPD-Fraktion für Familie, Kinder und Jugend. Bei der Landtagswahl am 14. Mai 2017 zog Ingrid Hack nicht wieder in den Landtag NRW ein.